# Heuliez GX 77H
L'Heuliez GX 77H est un autobus à gabarit réduit (midibus) fabriqué et commercialisé par le constructeur français Heuliez Bus de 1990 à 1999. Les versions standard et articulé seront également disponibles, nommés GX 107 et GX 187. Il fait partie de la gamme Compac'Bus, dont il est l'unique représentant.
Pendant une très courte période, il a été lancé avec un moteur Renault Diesel n'ayant aucune norme européenne de pollution car non mis en place avant octobre 1990. Renault Trucks, fabricant et fournisseur de moteurs, a dû modifier la motorisation du véhicule afin de le rendre en premier lieu conforme à la norme Euro 0, puis au fil des années, jusqu'à la norme Euro 2.
Le GX 77H remplace le Renault R 212 et sera remplacé par l'Heuliez GX 117.

## Historique
Le GX 77H, commercialisé à 367 exemplaires entre juillet 1990 et février 1999, succède au R 212. Les modèles similaires sont principalement les Van Hool A508, A308 et A309.

## Générations

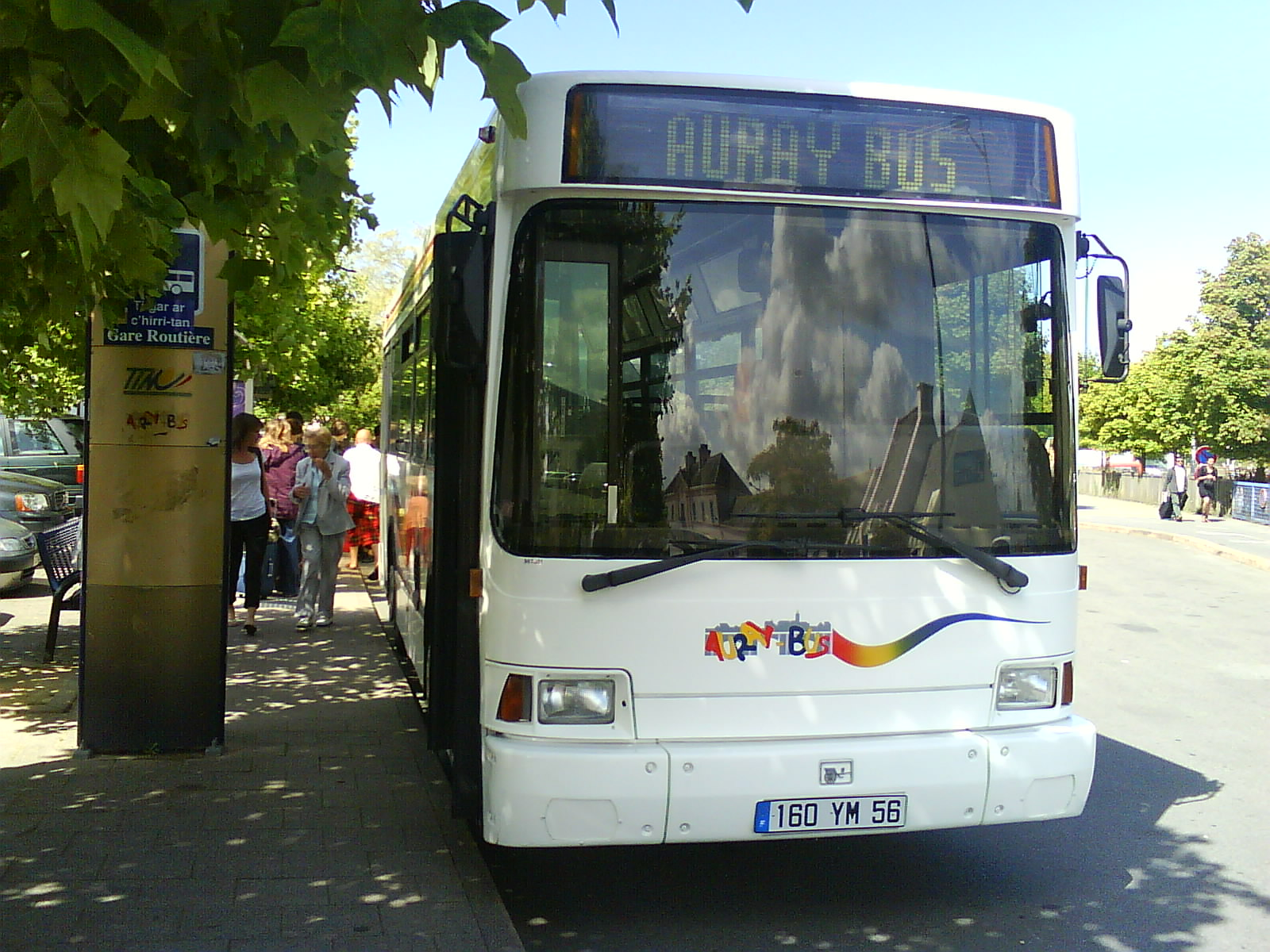

Le GX 77H a été produit avec 4 générations de moteurs Diesel : 
- Aucune norme antipollution : construit en 1990.
- Euro 0 : construit de 1990 à 1993.
- Euro 1 : construit de 1993 à 1996.
- Euro 2 : construit de 1996 à 1999.

## Caractéristiques

### Dimensions

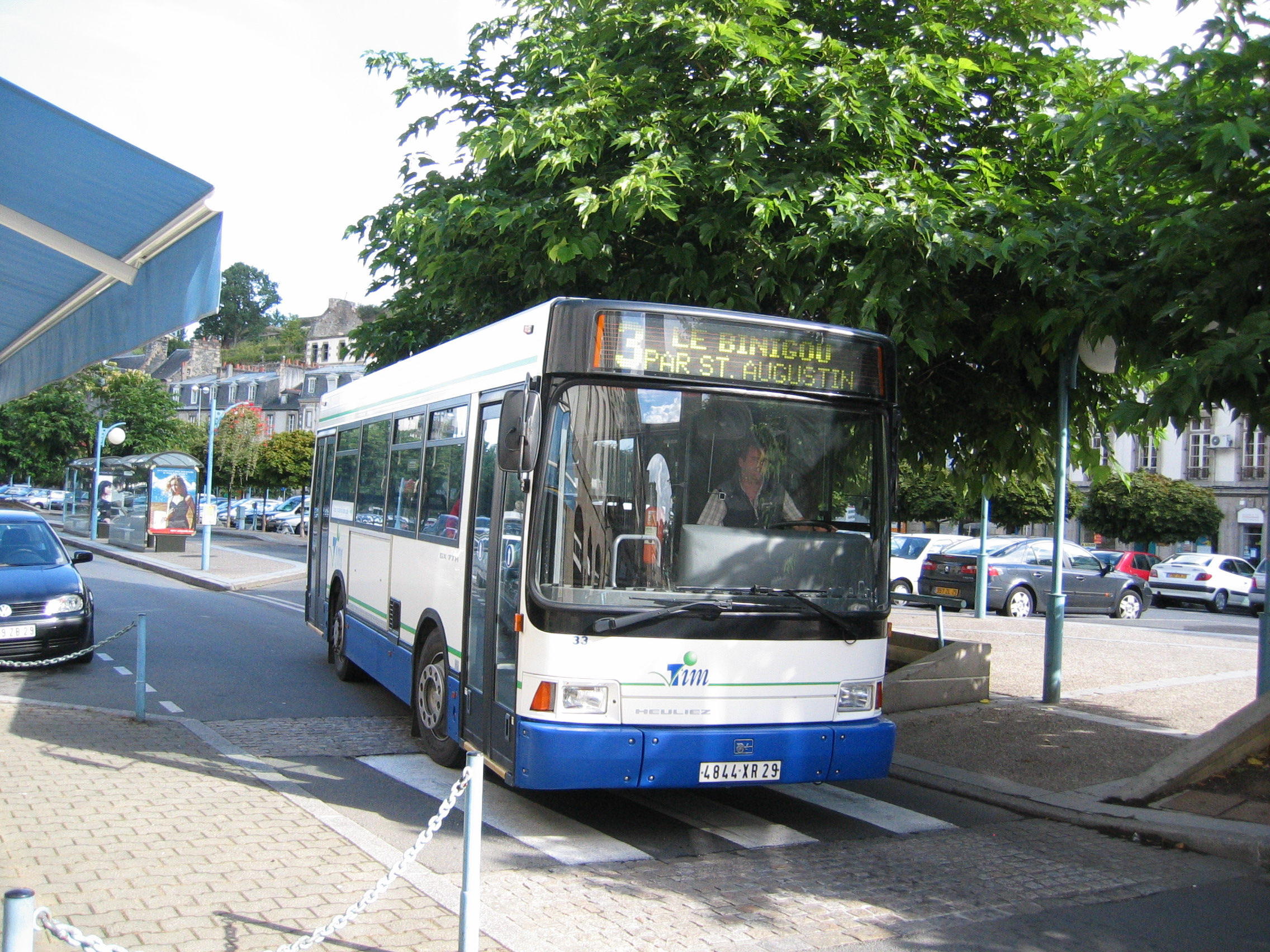
Un GX 77H de Morlaix.

|                                   | Heuliez GX 77H,                        |
| --------------------------------- | -------------------------------------- |
| Longueur                          | 8 968 mm                               |
| Largeur (sans rétroviseurs)       | 2 200 mm                               |
| Hauteur (sans climatisation)      | 3 030 mm                               |
| Empattement                       | 4 000 mm                               |
| Porte-à-faux                      | AV : 2 535 mm ; AR : 2 433 mm          |
| Rayon de braquage                 | 8 700 mm                               |
| Angle d’attaque / Fuite           |                                        |
| Masse à vide*                     | 7 720 ou 8 110 kg                      |
| P.T.A.C.                          | 12 800 kg                              |
| Capacité : assis + debout = maxi* | 19 à 25 + 43 à 58 = en moyenne 70 à 75 |
| Portes                            | 2                                      |
| Hauteur du plancher               | 560 mm                                 |
| Réservoir à combustible           | Diesel : 170 l                         |

* = variable selon l'aménagement intérieur.

### Motorisations

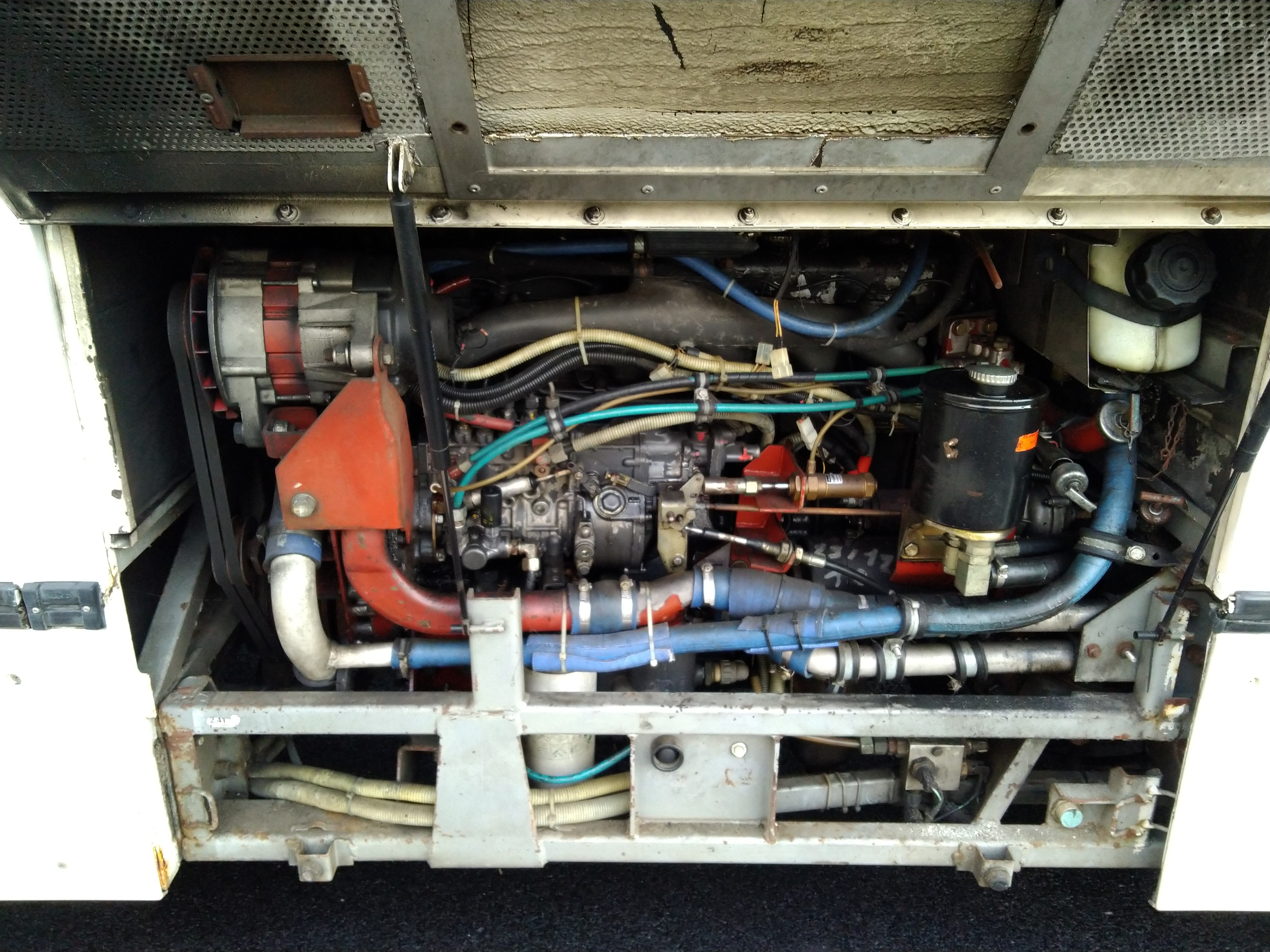
Moteur Renault MIDS.

Le GX 77H n'a eu qu'une seule motorisation diesel, modifiée au fil des années de sa production, en fonction des différentes normes européennes de pollution :
- le Renault MIDS 06.02.26 U (Aucune norme à Euro 2), six cylindres en ligne, de 6,1 litres de cylindrée, avec turbocompresseur, développant 149 ch[3],[4].

Il est équipé d'une boite de vitesses automatique Allison AT545 à 4 rapports.
| Modèle                       | Construction                                                            | Moteur + Nom                                 | Norme Euro                        | Cylindrée         | Performance                      | Couple               | Vitesse maxi | Consommation + CO2    |
| GX 77H (boîte automatique 4) | 07/1990 - 10/1990 10/1990 - 10/1993 10/1993 - 10/1996 10/1996 - 02/1999 | 6 cylindres en ligne Renault MIDS 06.02.26 U | Aucune norme Euro 0 Euro 1 Euro 2 | 6 174 cm3 (6,1 L) | 109,6 kW (149 ch) à 2 500 tr/min | ... N m à ... tr/min | ... km/h     | ... l/100 km ... g/km |

### Châssis et carrosserie

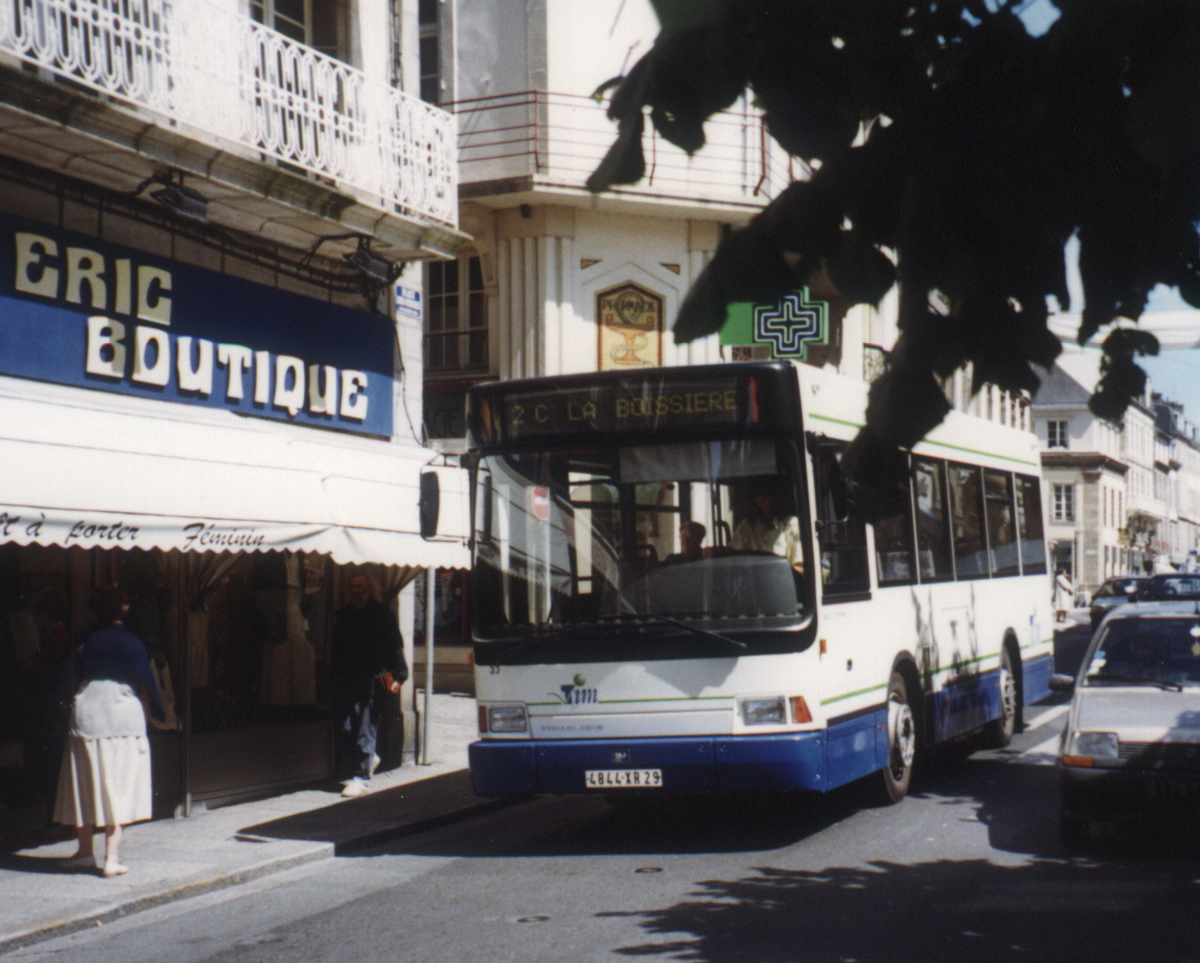

### Options et accessoires
Rampe avec emplacement pour les fauteuils roulants ; Aménagements intérieurs, etc.